# Insulin glargin
Insulin glargin (Insulinum glarginum; Handelsnamen: Lantus, Abasaglar, Toujeo, letzteres früher: Optisulin) ist ein Wirkstoff zur Behandlung der Zuckerkrankheit (Diabetes mellitus). Es ist ein rekombinantes Protein, das aus gentechnisch veränderten Mikroorganismen hergestellt wird. Es unterscheidet sich geringfügig vom körpereigenen Insulin und stellt daher ein Insulin-Analogon dar.
Insulin glargin zählt zu den Basal-Insulinen (Verzögerungsinsulinen). Im Vergleich zu NPH-Verzögerungsinsulin wird es nach Injektion noch langsamer aus der Zubereitung freigesetzt und länger anhaltend vom Körper aufgenommen. Dies ermöglicht eine lediglich einmalige Gabe pro Tag.

## Klinische Angaben
Insulin glargin ist als Fertigarzneimittel zur Behandlung des Diabetes mellitus Typ 1 und Typ 2 bei Erwachsenen und eingeschränkt bei Kindern ab 6 Jahren zugelassen. Es wird in der Regel einmal täglich, bei fehlender Wirksamkeit über 24 Stunden auch zweimal täglich subkutan und immer zur gleichen Tageszeit jeden Tag gespritzt. Zu den Risiken der Anwendung in Schwangerschaft oder Stillzeit liegen bisher weder klinische noch epidemiologische Daten vor. Wie andere Medikamente auch darf Insulin glargin bei Überempfindlichkeit oder Allergie gegen den Wirkstoff nicht angewendet werden.
Als unerwünschte Wirkungen kommen Reaktionen an der Einstichstelle vor. Es kann, wie bei jeder Insulintherapie an der Einstichstelle zu Veränderung des Unterhautfettgewebes (Lipodystrophie), Zubildungen (Hypertrophie) des Unterhautfettgewebes (Lipohypertrophie) und, weniger, zu Fettauszehrungen (Lipoatrophie) kommen. Selten kommt es zu allergischen Reaktionen, Geschmacksstörungen, Sehstörungen bei deutlichen Veränderungen der Blutzuckereinstellung. Eine kontinuierlich verbesserte Blutzuckereinstellung mindert das Risiko für das Fortschreiten einer durch Zuckerkrankheit verursachten Augenerkrankung (diabetische Retinopathie). Jedoch kann sich bei einer intensivierten Insulintherapie bzw. einer durch Insulin glargin herbeigeführten abrupten Verbesserung des Blutzuckerspiegels eine diabetische Retinopathie vorübergehend verschlimmern. Sehr selten kommt es zu Muskelschmerzen und Ödemen. Eine Unterzuckerung, die eine sehr häufige Nebenwirkung der Insulintherapie darstellt, kann auftreten, wenn die Insulindosis den Bedarf überschreitet.

## Pharmakologische Eigenschaften

### Wirkungsmechanismus (Pharmakodynamik)
Insulin glargin wirkt durch Bindung an die Insulinrezeptoren und bewirkt primär die Senkung des Blutglukosespiegels.
Es bindet stärker an den IGF-1-Rezeptor als Humaninsulin.

### Aufnahme und Verteilung im Körper (Pharmakokinetik)
Das Fertigarzneimittel ist als saure Lösung mit einem pH von 4 formuliert, in der der Wirkstoff gelöst vorliegt. Nach Injektion wird die saure Lösung im Unterhautgewebe (Subkutis) langsam neutralisiert, wobei sich Insulin glargin-Mikrokristalle bilden. Diese lösen sich langsam auf und treten als biologisch aktive Form in die Blutbahn ein. Bei täglicher Gabe stellt sich nach zwei bis vier Tagen ein gleichmäßiger Plasmaspiegel (steady state) ein.

## Sonstige Informationen

### Chemische und pharmazeutische Informationen
Insulin glargin hat in der Aminosäuresequenz gegenüber dem menschlichen Insulin an der Position A21 (Asn21) statt Asparagin die Aminosäure Glycin. Die B-Kette ist durch zwei Arginin-Einheiten verlängert.
```
Insulin glargin

          ┌─────────┐
G-I-V-E-Q-C-C-T-S-I-C-S-L-Y-Q-L-E-N-Y-C-
G

            │                       ┌─┘
F-V-N-Q-H-L-C-G-S-H-L-V-E-A-L-Y-L-V-C-G-E-R-G-F-F-Y-T-P-K-T
-R-R
```

Insulin glargin wird im Produkt Lantus (erstmals hergestellt von Sanofi-Aventis) als wässrige Lösung zusammen mit den sonstigen Bestandteilen Zinkchlorid (Stabilisator für das Insulin glargin), m-Kresol (Konservierungsstoff), Glycerol sowie Natronlauge und Salzsäure zur pH-Wert-Regulation formuliert. Angeboten wird es in 3 ml Zylinderampullen zur Verwendung in Insulin-Pens, als Fertigpen oder in Flaschen.

### Entwicklung und Zulassung
Am 9. Juni 2000 erteilte die Europäische Kommission dem Pharmaunternehmen Sanofi-Aventis Deutschland GmbH eine Genehmigung für das Inverkehrbringen von Lantus in der gesamten Europäischen Union.
Seit 2015 wird Insulin glargin auch in der Konzentration 300 Einheiten/ml (Handelsname Toujeo) angeboten. Seit 1. September 2015 ist Abasaglar der Hersteller Lilly und Boehringer Ingelheim als erstes Insulin-Biosimilar erhältlich.

### Studien
In einer umfangreichen Analyse der vorhandenen Studien zu Insulin glargin stellte das IQWiG 2009 bei der Behandlung des Diabetes mellitus Typ 2 keine Vorteile für die Blutzuckereinstellung, Mortalität, Retinopathien und Anzahl der Krankenhausbehandlungen gegenüber NPH-Insulin fest. Allerdings wird bei Insulin glargin ein statistisch signifikanter Vorteil bezüglich schwerer Hypoglykämien gegenüber NPH-Insulin gesehen. Dieser Vorteil der erhöhten Sicherheit vor Unterzuckerungen wird für Insulin glargin auch von anderen systematischen Übersichtsarbeiten bestätigt.
Kontrovers wird die Frage diskutiert, ob die Anwendung von Insulin glargin das Wachstum von Krebszellen fördern könne. Eine sehr umfangreiche in Deutschland durchgeführte Studie kam im Jahr 2009 zu dem Ergebnis, die Anwendung von Insulin glargin erhöhe möglicherweise das Krebsrisiko im Vergleich zu Patienten, die mit Humaninsulin behandelt würden. Die Autoren räumten jedoch ein, dass diese Frage auch aufgrund der ihnen zur Verfügung stehenden Unterlagen nicht abschließend zu beurteilen sei; weitere Langzeitstudien seien hierzu erforderlich. Es erfolgte weder eine Unterscheidung zwischen den Diabetestypen noch hinsichtlich von Einflussfaktoren wie Vorerkrankungen, Körpergewicht, allgemeinem Krebsrisiko, Krebsvorerkrankungen oder der Dauer der Diabeteserkrankung. Eine zur gleichen Zeit veröffentlichte Studie, die in Schottland durchgeführt worden war, konnte kein erhöhtes Krebsrisiko bei den mit Insulin glargin behandelten Diabetikern feststellen, das auf die Anwendung von Insulin glargin zurückzuführen wäre. Beim Kongress der Deutschen Diabetes Gesellschaft 2012 wurde eine Metastudie vorgestellt, der zufolge kein Zusammenhang zwischen Insulin glargin und dem Krebsrisiko nachweisbar sei. Das Krebsrisiko falle bei Patienten, die mit Insulin glargin behandelt würden, sogar leicht geringer aus als allgemein. Abschließend könne man dies aber wegen der Latenz bei der Entwicklung von Tumoren erst nach einem Zeitraum von zehn bis 30 Jahren nach der Markteinführung des Medikaments beurteilen.

### Deutschland
Laut Beschluss des Gemeinsamen Bundesausschusses (G-BA) von 18. März 2010 ist der Wirkstoff Insulin glargin bzw. das Präparat Lantus zur Behandlung des Typ 2 Diabetes nicht verordnungsfähig, „solange sie – unter Berücksichtigung der notwendigen Dosierungen zur Erreichung des therapeutischen Zieles – mit Mehrkosten im Vergleich zu intermediär wirkendem Humaninsulin (NPH) verbunden sind. (…) Für die Bestimmung der Mehrkosten sind die der zuständigen Krankenkasse tatsächlich entstehenden Kosten maßgeblich.“. Der reale Preisunterschied zwischen Lantus und herkömmlichen Verzögerungsinsulin soll nach einer Studie bei 19 Cent pro Tag liegen; dieser wird durch Kosteneinsparungen im Gegensatz zu kurzwirksamen Insulinen, etwa bei Teststreifen, komplett kompensiert, so dass Kostenneutralität entstehe.
Zwar sollen nach der neuen Beschlusslage in Deutschland GKV-Patienten mit einem Typ 2-Diabetes, deren Krankenkassen keinen Vertrag mit Sanofi-Aventis abgeschlossen haben und die bereits ein lang wirkendes Insulinanalogon erhalten, auf NPH-Insulin umgestellt und solche, die erstmals eine Insulintherapie erhalten sollen, ebenso auf NPH-Insulin eingestellt werden, jedoch gilt diese Verordnungseinschränkung nicht für Patienten, bei denen nach entsprechender Prüfung ein hohes Risiko für schwere Hypoglykämien besteht; ebenso gilt sie nicht für jene seltenen Fälle, wo es zu einer allergischen Reaktion gegen intermediär wirkende Humaninsuline kommen kann. Die Regelung, wonach die Erstattungsfähigkeit bei einem schweren Hypoglykämierisiko weiter bestehen bleibt, gilt nur für Lantus. Grund für diese Besonderheit von Lantus ist der Abschlussbericht des IQWiG, der hinsichtlich eines geringeren Risikos für schwere Hypoglykämien ausschließlich für Lantus einen Vorteil gegenüber NPH-Insulin anerkennt.
Der G-BA Beschluss, der am 14. Juli 2010 in Kraft getreten ist, besagt, dass Lantus auch zukünftig voll erstattungsfähig bleibt für alle Versicherten von gesetzlichen Krankenkassen, die mit Sanofi-Aventis Mehrwertverträge geschlossen haben (Sanofi-Aventis bietet den Kassen eine vertragliche Garantie, eine Kostendifferenz auszugleichen). Sanofi-Aventis hat nach eigenen Angaben solche Verträge bereits mit ca. 95 % der Krankenkassen abgeschlossen, so dass Insulin glargin für die meisten Patienten weiter verordnungsfähig ist.

### USA
Die länger wirksamen Insuline wie Insulin glargin sind ebenso wirksam wie NPH-Insulin, jedoch teurer. Langzeitergebnisse sind noch nicht verfügbar. Im Gegensatz zu anderen länger wirksamen Insulinen darf Insulin glargin nicht mit anderen Insulinen in einer Spritze gemischt werden. Diese Praxis wurde in klinischen Studien in Frage gestellt.